# Rhymbocarpus geographici
Rhymbocarpus geographici är en lavart som först beskrevs av Julius Steiner och som fick sitt nu gällande namn av Léon Vouaux. 
Rhymbocarpus geographici ingår i släktet Rhymbocarpus, ordningen disksvampar, klassen Leotiomycetes, divisionen sporsäcksvampar och riket svampar. Arten är reproducerande i Sverige.